# العصور الذهبية للصين
على مر التاريخ الصيني، شهدت الصين عصورًا ذهبية متعددة. في التأريخ الصيني، تُعرف العصور الذهبية واسعة النطاق باسم "شنغشي" (盛世، حرفيًا: عصر الازدهار)، بينما تُعرف العصور الذهبية على نطاق أصغر باسم "زيشي" (治世، حرفيًا: عصر الحكم الرشيد).